# Gilles Rémy
 (avril 2024).
Pour les articles homonymes, voir Rémy (homonymie).
Gilles Rémy, né à Audincourt (Doubs) le 2 juillet 1959, est un homme d'affaires français. Il est administrateur et président de plusieurs sociétés, majoritairement liées au commerce international.

## Études
Après des études secondaires au Lycée d'Hôtellerie et de Tourisme Alexandre Dumas de Strasbourg, Gilles Rémy poursuit des études supérieures à l'Université Strasbourg III-Robert Schuman. Licencié en droit en 1981, détenteur d’une maîtrise en droit privé en 1982, il en sort diplômé en 1983 avec mention d’un DEA de droit public et d’un DESS de droit européen des affaires.

## Carrière
D’abord collaborateur parlementaire de Dominique Frelaut, Député-maire de Colombes, Gilles Rémy « passe à l’international » dès 1985 en devenant Directeur adjoint du voyagiste « France-URSS », leader sur ce marché avec plus de 40 000 voyageurs.
Ses fonctions lui permettent alors de sillonner l’ex-URSS, ainsi que d’acquérir la connaissance du terrain et un premier carnet d’adresses qui lui deviendra utile dans ses activités ultérieures essentiellement tournées vers l’ancien espace soviétique.
Basé à Moscou au sein de la société CIFAL à partir de 1992, il renforce l’activité historique de cette dernière dans le secteur pétrolier et nucléaire. Dans le même temps, il développe l’entreprise dans toute l’Asie centrale en y implantant des bureaux de représentation et des filiales (Kazakhstan en 1991, Turkménistan et Azerbaïdjan en 1993, Kirghizistan en 1995, Ouzbékistan en 2000).
À la fin des années 1990, CIFAL, dont il est devenu l’actionnaire majoritaire, sera la seule société de services occidentale présente dans l’ensemble de la région Asie centrale / Caspienne.
Par ailleurs, il a fondé et présidé l'OSCI - l'Organisation professionnelle des opérateurs spécialisés du commerce international - de 2006 à 2013) dont il est président d'honneur.

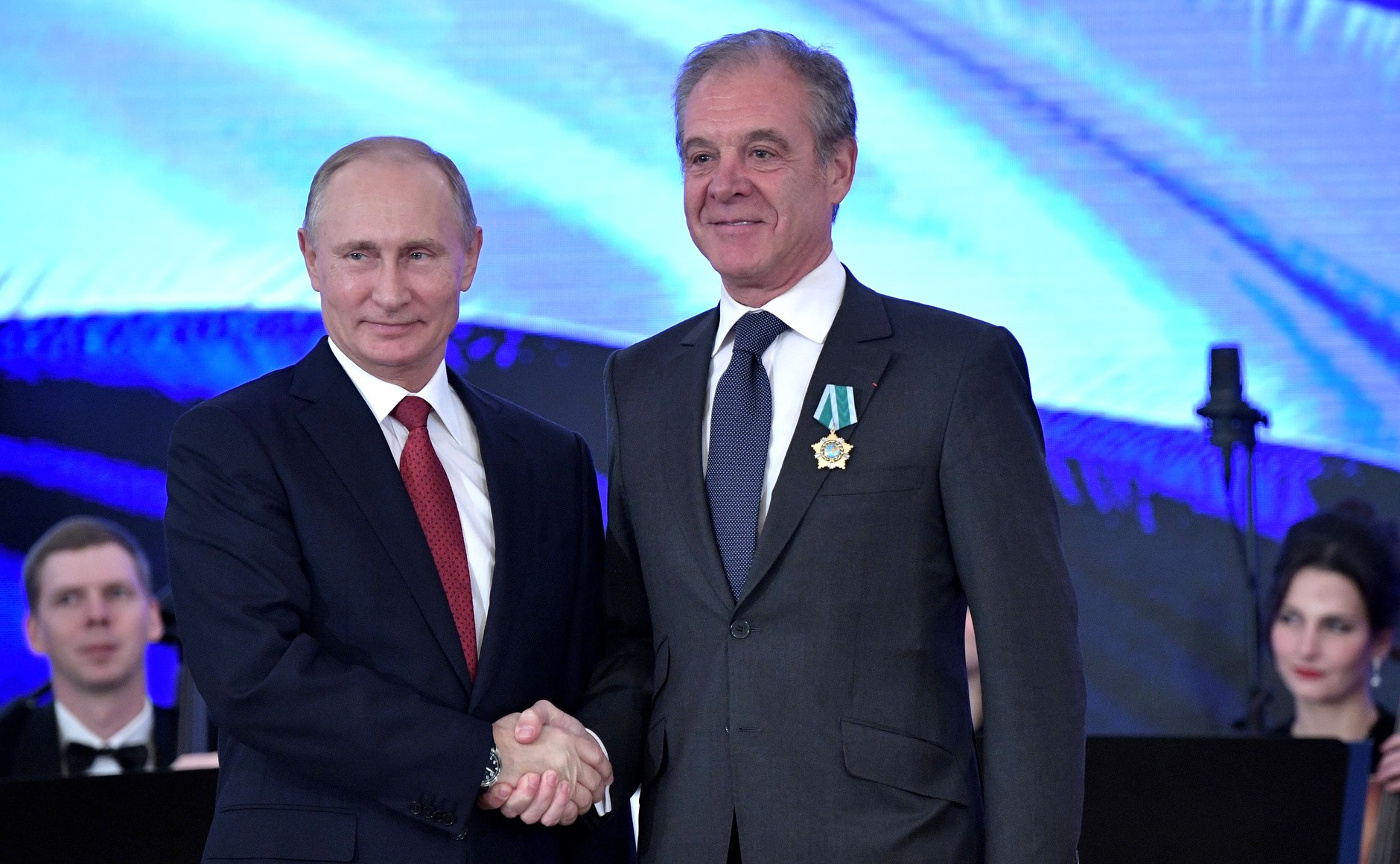
Remise de l'ordre de l'Amitié par Vladimir Poutine, le 4 novembre 2017.

## Distinctions
- Chevalier de la Légion d'honneur (2010)
- Médaille "Pour l'amour de la Patrie", Turkménistan (1996)
- Médaille "Le Turkménistan indépendant, permanent et neutre" Turkménistan (2015)
- Ordre de l'Amitié (Russie) (2017)